# Psykets topografiska modell
Den topografiska modellen indelar människans psykiska apparat i medvetet, förmedvetet och omedvetet .
Den topografiska modellen skapades av psykoanalysens fader Sigmund Freud år 1900. Den strukturella modellen, som delar in psyket i detet, jaget och överjaget, togs i bruk och användes tillsammans med den topografiska modellen alltmer efterhand.